# 音乐演出和作品复制权协会

音乐演出和作品复制权协会（德语：Gesellschaft für musikalische Aufführungs- und mechanische Vervielfältigungsrechte）是由国家承认的德国著作权管理组织之一，其行政办公室设于柏林和慕尼黑。该协会的成员由音乐作品的词曲作者和出版商组成，协会受其会员委托执行他们创作和出版的音乐作品在诸如复制、传播和公开表演所产生的著作使用权。